# Macugnaga
Macugnaga est une commune italienne située dans la province du Verbano-Cusio-Ossola, dans la région Piémont, dans le nord-ouest de l'Italie. En 2010, elle comptait 613 habitants.

## Géographie
Proche du Mont Rose, Macugnaga est au pied de l'imposante paroi
est du Nordend à 4 609 m et de la Cima di Jazzi, au fond de la Valle Anzasca.
Son climat montagnard lui fait subir de fortes précipitations de la fin du printemps jusqu'en automne et l'enneigement y est généralement excellent avec des années record comme en 2013-2014 où la hauteur de neige a dépassé deux mètres à la suite de chutes régulières et abondantes durant tout l'hiver.

## Histoire
Dans la nuit du 29 au 30 juin 2024 des pluies torrentielles ont entrainées la crue des ruisseaux du Tambach et du Horlovono, et de la rivière Anza, entrainant d'importants dégâts notamment dans les hameaux de Staffa et de Pecetto, coupant le réseau d'égout, d'eau courante et l'électricité de la commune. Toutefois aucun mort n'est à déplorer.

## Économie
La vitalité économique de la vallée de Macugnaga dépend essentiellement des sports d'hiver. 22 km de pistes sur deux sites : 
De Pecetto vers Belvèdère entre 1 370 m et 1 930 m et entre Staffa où un téléphérique rejoint l'alpe-Bill à 1 700 m et le col de Monte-Moro à 2 868 m. À noter que des discussions sont à l’œuvre depuis fin octobre 2014 pour relier la station à celle de Saas Fee en Valais (Suisse) via le col de Monte-Moro à la frontière entre les deux États.
Macugnaga est l'un des centres de la culture Walser en Italie avec la haute vallée du Lys en Vallée d'Aoste, et certaines vallées du Piémont. Cette population, d’origine alémanique, a jadis occupé ces montagnes et sa culture, toute particulière, vit aujourd’hui encore grâce à leur langue, le titsch, la gastronomie ou encore l’architecture. Un musée dans le hameau de Staffa y relate son histoire.

## Administration
| Période                                  | Période  | Identité                  | Étiquette    | Qualité |
| ---------------------------------------- | -------- | ------------------------- | ------------ | ------- |
| 30 mai 2006                              | En cours | Giovanna Boldini In Vacca | Lista Civica |         |
| Les données manquantes sont à compléter. |          |                           |              |         |

### Hameaux
- frazioni : Borca, Fornarelli, Isella, Motta, Opaco, Pecetto, Pestarena, Stabbioli, Staffa, Testa
- alpages : Quarazza, Burky, Belvedere, Rosareccio, Zamboni, Cicervald, Alpe Bill

### Communes limitrophes
Alagna Valsesia, Carcoforo, Ceppo Morelli, Rima San Giuseppe, Saas-Almagell et Zermatt.

## Évènement sportif
Macugnaga est le lieu de départ du Monterosa Est Himalayan Trail (MEHT), un évènement regroupant des courses de trail et une course d'ultra-trail se tenant généralement en début d'été.